# Fort-Szewczenko
Fort-Szewczenko (kaz. Форт-Шевченко), pierwotna nazwa Nowopietrowsk, (od 1857 do 1939 Fort Aleksandrowski), miasto w Kazachstanie; w obwodzie mangystauskim, na półwyspie Mangystau, port nad Morzem Kaspijskim; 6,8 tys. mieszkańców (2021); siedziba władz rejonu Tüpkaragan; duży ośrodek przemysłu rybnego; stocznie remontowe. Powstał w latach 1834–1835 jako fort; w latach 1850–1857 przebywał w nim na zesłaniu Taras Szewczenko oraz zesłańcy polscy, m.in. Zygmunt Sierakowski, J. Zalewski.
Nowopietrowsk był jednym w wielu przystanków na drodze Tarasa Szewczenki. Spędził 7 lat (1850–1857) w tamtejszej twierdzy. Podczas pobytu w tym miejscu zaprzyjaźnił się z kilkoma Polakami. Pomimo zakazu ze stron władz więzienia, Szewczenko prowadził działalność malarską i literacką. W samym roku 1851 stworzył 100 obrazów; ćwiczył także swoje umiejętności w rzeźbieniu. Sytuacja Szewczenki uległa zmianie w 1853 r., kiedy to dowództwo w twierdzy nowopietrowskiej objął major Iraklij Uskow, który zezwolił mu na swobodne tworzenie. Podczas pobytu w niewoli w nowopietrowskiej twierdzy artysta napisał m.in. takie dzieła, jak Наймичка (Najmyčka), Варнак (Warnak) czy Музикант (Muzykant).